# جايسون فيريس
جايسون فيريس (بالإنجليزية: Jason Ferris)‏ هو لاعب دوري الرغبي أسترالي، ولد في 6 يوليو 1976.